# Cornelia Wilhelm
Cornelia Wilhelm (* 1964 in München) ist eine deutsche Historikerin.

## Leben
Nach dem Erhalt des Magister Artium 1990 in Sozial- und Wirtschaftsgeschichte, der Promotion zum Doktor der Philosophie 1994 in Sozial- und Wirtschaftsgeschichte magna cum laude und der Habilitation 2003 sowie dem Erwerb der Venia Legendi für Geschichte der Frühen Neuzeit und Neuzeit an der Ludwig-Maximilians-Universität München wurde sie dort 2004 Privatdozentin. 2006 lehrte sie als Gastprofessorin am Bildner-Zentrum für Jüdische Studien der Rutgers University. Von 2007 bis 2009 war sie LMUexcellent-Gastprofessorin und LMU Liaison North America sowie Gastprofessor Bildner Center für Jüdische Studien der Rutgers University. 2011 wurde sie zur außerplanmäßigen Professorin für Neuere Geschichte an der LMU ernannt. Von 2010 bis 2016 lehrte sie als DAAD-Gastprofessor für deutsche und deutsch-jüdische Geschichte an der Emory University.

## Schriften (Auswahl)
- Bewegung oder Verein? Nationalsozialistische Volkstumspolitik in den USA. Stuttgart 1998, ISBN 3-515-06805-8.
- Deutsche Juden in Amerika. Bürgerliches Selbstbewusstsein und jüdische Identität in den Orden B'nai B'rith und Treue Schwestern, 1843 - 1914. Stuttgart 2007, ISBN 3-515-08550-5.
- als Herausgeberin mit Christian Wiese: American jewry. Transcending the European experience?. New York 2017, ISBN 1-4411-8809-6.
- als Herausgeberin: Migration, memory, and diversity. Germany from 1945 to the present. New York 2017, ISBN 978-1-78533-838-0.